# Antonia Niedermaier
Antonia Niedermaier est une sportive allemande, née le 20 février 2003 à Rosenheim. Elle a la particularité de pratiquer le ski alpin et le cyclisme sur route.

## Carrière sportive

### Ski alpin
Antonia a commencé le ski alpin jeune pour confirmer en junior, puis en catégorie U20. En 2021, elle devient deux fois championne du monde IMSF U18 en ski alpinisme vertical et individuel. 

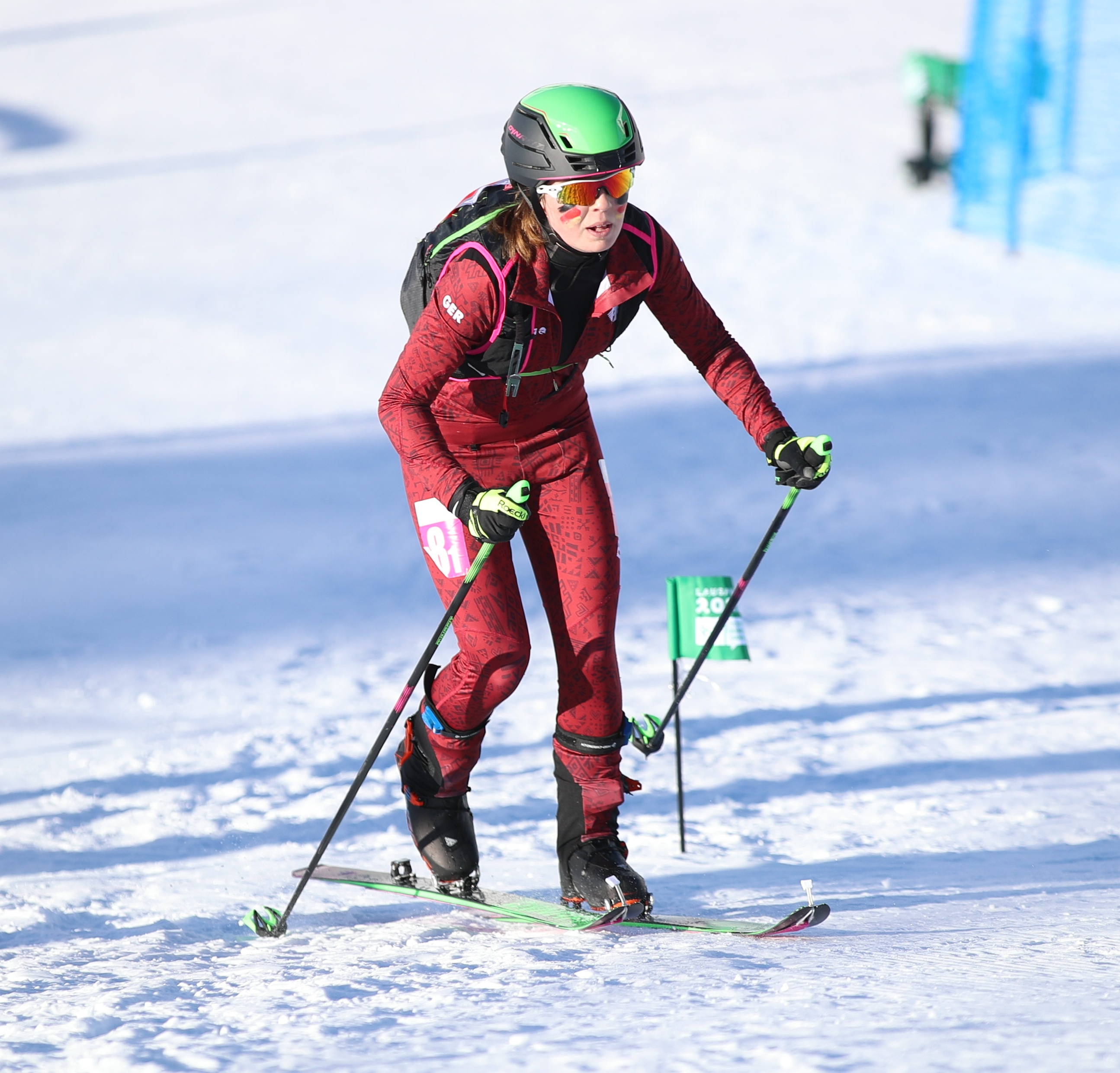
Antonia Niedermaier aux Jeux olympiques de la jeunesse d'hiver de 2020.

### Cyclisme
En 2021, Antonia remporte une médaille de bronze aux Championnats du monde route UCI Junior ITT à Louvain, en Belgique. L'année suivante, elle remporte le Tour de l'Ardèche, en s'imposant en solitaire lors des 4e et 5e étapes. En 2023, elle remporte l'étape reine du Giro avant d'abandonner le lendemain sur chute.

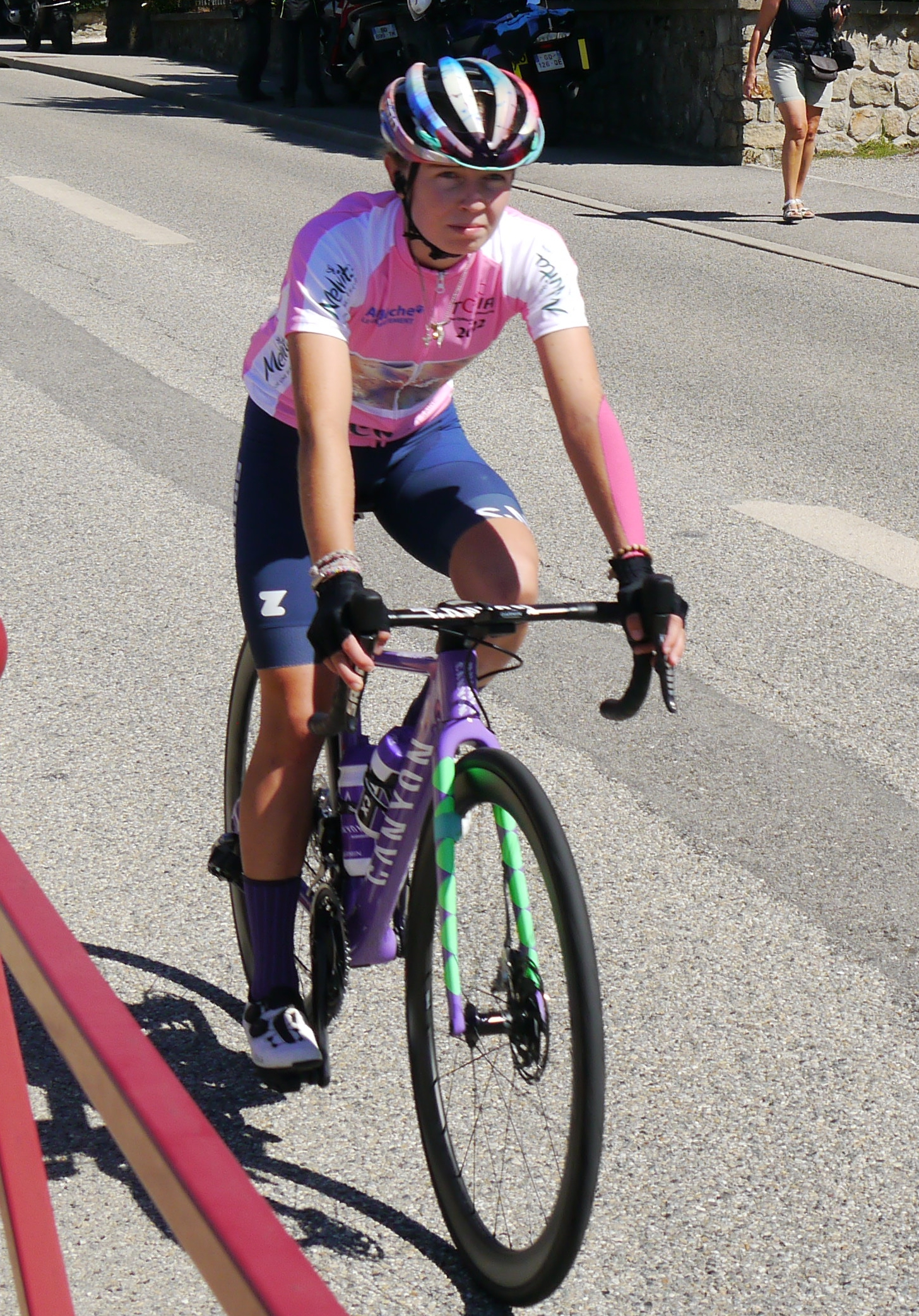
Antonia Niedermaier se rendant au départ fictif de la 7eme étape du Tour de l'Ardèche 2022. (maillot du classement général)

Au Tour de Suisse, elle est cinquième du contre-la-montre en côte.   Dans l'ultime étape, Antonia Niedermaier fait partie de l'échappée, mais elles sont reprises dans le final. Elle est sixième du classement général. Au Tour d'Italie, elle est cinquième de l'étape du Blockhaus. Elle est sixième du classement général final. Elle conclut la saison avec une quatrième place aux championnats du monde du contre-la-montre.

## Palmarès en cyclisme sur route

### Par années
- 2021
  -  Médaillée d'argent du championnat d'Europe du contre-la-montre juniors
  -  Médaillée de bronze du championnat du monde du contre-la-montre juniors
- 2022
  - Tour de l'Ardèche[7]
    - Classement général
    - 4e et 5e étapes

  - 2e du championnat d'Allemagne sur route espoirs
- 2023
  -  Championne du monde du contre-la-montre espoirs
  - 5e étape du Tour d'Italie
  - 1re étape du Tour de l'Avenir (contre-la-montre)
  -  Médaillée d'argent du championnat d'Europe du contre-la-montre espoirs
  - 3e du Tour féminin international des Pyrénées
- 2024
  -  Championne du monde du contre-la-montre espoirs
  -  Médaillée d'argent du championnat du monde du contre-la-montre par équipes en relais mixte
  -  Médaillée d'argent du championnat d'Europe du contre-la-montre espoirs
  - 2e du championnat d'Allemagne du contre-la-montre
  -  Médaillée de bronze du championnat du monde sur route espoirs
  - 3e du championnat d'Allemagne sur route
  - 4e du championnat du monde du contre-la-montre
  - 6e du Tour de Suisse
  - 6e du Tour d'Italie
- 2025
  -  Championne d'Allemagne du contre-la-montre
  - 2e du championnat d'Allemagne sur route
  - 5e du Tour d'Italie
  - 7e du Tour des Émirats arabes unis
  - 8e du Tour du Pays basque

### Résultats sur les grands tours

#### Tour d'Italie
3 participations : 
- 2023 : abandon (6e étape), vainqueure de la 5e étape
- 2024 : 6e
- 2025 : 5e,  vainqueure du classement de la meilleure jeune

#### Tour d'Espagne
1 participation :
- 2024 : 11e

### Classements mondiaux
| Année                                 | 2022 | 2023 | 2024 |
| ------------------------------------- | ---- | ---- | ---- |
| Classement UCI                        | 130e | 119e | 47e  |
| UCI World Tour                        | nc   | 140e | 52e  |
|                                       |      |      |      |
| Légende : nc = non classéSource : UCI |      |      |      |